# Frank Calvert

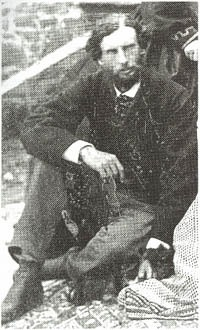
Frank Calvert

Frank Calvert (* 3. September 1828 in Valletta; † 12. August 1908) war ein englischer Auswanderer, diplomatischer Beamter im östlichen Mittelmeerraum und Amateurarchäologe. Er machte 1868 Heinrich Schliemann auf den Standort des antiken Troja auf dem Hügel Hisarlık aufmerksam.

## Leben
Frank Calvert war das letztgeborene der sieben Kinder von James Calvert (1778–1852) und Louisa Ann Lander (1792–1867), die auf Malta ansässig waren. Als Jüngster stand Frank hinter seinen älteren Geschwistern zurück und wurde immer wieder in die beruflichen Angelegenheiten seiner schillernderen Brüder hineingezogen.
Calvert blieb unverheiratet, ruhig und anspruchslos, legte jedoch eine andauernde Begeisterung für die homerischen Mythen an den Tag und entwickelte die – für den damaligen Stand der Forschung ungewöhnliche – Ansicht, dass es sich dabei weniger um Fiktionen denn  um Geschichtsschreibung  handele. Dieser eigenwillige Standpunkt verband ihn jedoch mit Schliemann, den er erst 1868 zufällig traf. 1822 wurde der Hügel Hisarlık in Kleinasien von Charles Maclaren, dem Herausgeber von „The Scotsman“, als möglicher Schauplatz von Homers Ilias identifiziert.
1847 kaufte Franks Bruder Frederick ein Gut bei Akca Köy, dessen über 800 Hektar großes Grundstück Teile des Hügels mit einschloss – wie sich noch herausstellen sollte, eine bedeutende Anschaffung. 1852 half Frank seinen Brüdern Frederick und James bei ihren geschäftlichen Angelegenheiten und erledigte etwa die Hälfte ihrer englischen und französischen Korrespondenz in ihrem Namen. Frank unterstützte seine Brüder weiterhin in beruflichen Dingen. Als der Krimkrieg 1855 Fredericks Aufmerksamkeit in Anspruch nahm, führte Frank für ihn nahezu seine gesamte diplomatische Korrespondenz. 1856 und 1858 vertrat Frank gelegentlich Frederick als amtierender Britischer Konsul. Nachdem er auch seinen Bruder James vertreten hatte, folgte ihm Frank 1874 schließlich als US-Botschafter in sein Amt, ein Honorarkonsulat, das er bis ans Ende seines Lebens innehatte. Gelegentlich tat er seinen Dienst bei regionalen, europäisch-türkischen Gerichtsverhandlungen und nahm dafür zeitweise den Titel eines amtierenden Britischen Konsuls an.
Neben seinen diplomatischen Pflichten führte Frank sorgfältige Probegrabungen auf dem Gelände seiner Familie aus, das Teile des Hügels Hisarlık umfasste. Er war überzeugt davon, dass hier das antike Troia gelegen habe. Calvert verdichtete seine Hypothese jedoch nicht zu einer Behauptung, dies tat erst Schliemann. Nach dem Krimkrieg teilte er diese Ansichten Heinrich Schliemann mit. Calvert gehörte die östliche Seite des Hügels, der türkischen Regierung hingegen die westliche Hälfte. Während seiner Ausgrabungen 1873–1890 förderte Schliemann hier eine umfangreiche Sammlung an Artefakten zutage und wurde daraufhin als Wiederentdecker Troias gefeiert.
Calvert starb 1908 und überlebte Schliemann. Er wurde zu Lebzeiten jedoch nie offiziell mit der Entdeckung Troias in Verbindung gebracht, was schon zu Schliemanns Lebzeiten zu Differenzen führte. Heute erheben einige Nachkommen Calverts Besitzansprüche auf Ausgrabungsgegenstände, die aus Hisarlık stammen.

## Rezeption
Der Schriftsteller Christoph Hein widmet in seinem Erzählband Vor der Zeit. Korrekturen Calvert einen Essay (das Paradies der Paradiese), in dem Etappen aus Calverts Leben, sein Anteil an der Entdeckung Trojas sowie eine fiktive Erkundung der Insel Leuke berichtet werden.